# Schaderode
Schaderode ist ein Ortsteil der Thüringer Landeshauptstadt Erfurt.

## Geografie
Schaderode liegt knapp zehn Kilometer nordwestlich der Erfurter Innenstadt. Die Landschaft ist zum einen durch das Thüringer Becken mit seinen ausgedehnten ackerbaulichen Nutzflächen und zum anderen durch den Schaderroder Grund, in dem der Weißbach in Richtung Tiefthal fließt, und die dahinter liegenden Ausläufer der Fahner Höhen mit ihren Wäldern geprägt. Nachbardörfer sind Friedrichsdorf im Norden, Tiefthal im Nordosten, Salomonsborn im Südosten, Alach im Süden und Töttelstädt im Westen.

## Geschichte
Die Wüstung Rode an der Stelle des heutigen Schaderode gehörte den Grafen von Gleichen, die damit die Erfurter Patrizierfamilie Brun belehnten. Aus dem Besitz der Familie Brun ging Rode 1497 an Asmus Schade, einen Erfurter Bürger, über. Daher leitete sich der Name Schaderode für den allmählich wieder besiedelten Ort ab. Hans Georg Schade zu Döllstädt verkaufte das Gut am 13. Januar 1605 an den Rat der Stadt Erfurt. Der Ort gehörte somit in der Folgezeit zum Gebiet der Stadt Erfurt. Seit der Verwaltungsreform von 1706 gehörte er zum Amt Alach. 1802 kam der Ort zu Preußen und zwischen 1807 und 1813 zum französischen Fürstentum Erfurt. Mit dem Wiener Kongress kam der Ort, der zu dieser Zeit jedoch nur wenige Gebäude umfasste, als Ortsteil von Alach wieder zu Preußen und wurde 1816 mit diesem dem Landkreis Erfurt in der preußischen Provinz Sachsen angegliedert.
Nach der Wiedervereinigung vervielfachte der Ort seine Einwohnerzahl durch die Anlage mehrerer neuer Straßen mit suburbaner Einfamilienhaus-Bebauung. 1994 ging Schaderode mit den anderen Ortsteilen der Gemeinde Alach in der Landeshauptstadt Erfurt auf.

### Einwohnerentwicklung
| Jahr      | 1995 | 2000 | 2005 | 2010 | 2015 | 2020 |
| --------- | ---- | ---- | ---- | ---- | ---- | ---- |
| Einwohner | 247  | 319  | 322  | 290  | 283  | 274  |

## Wirtschaft und Verkehr

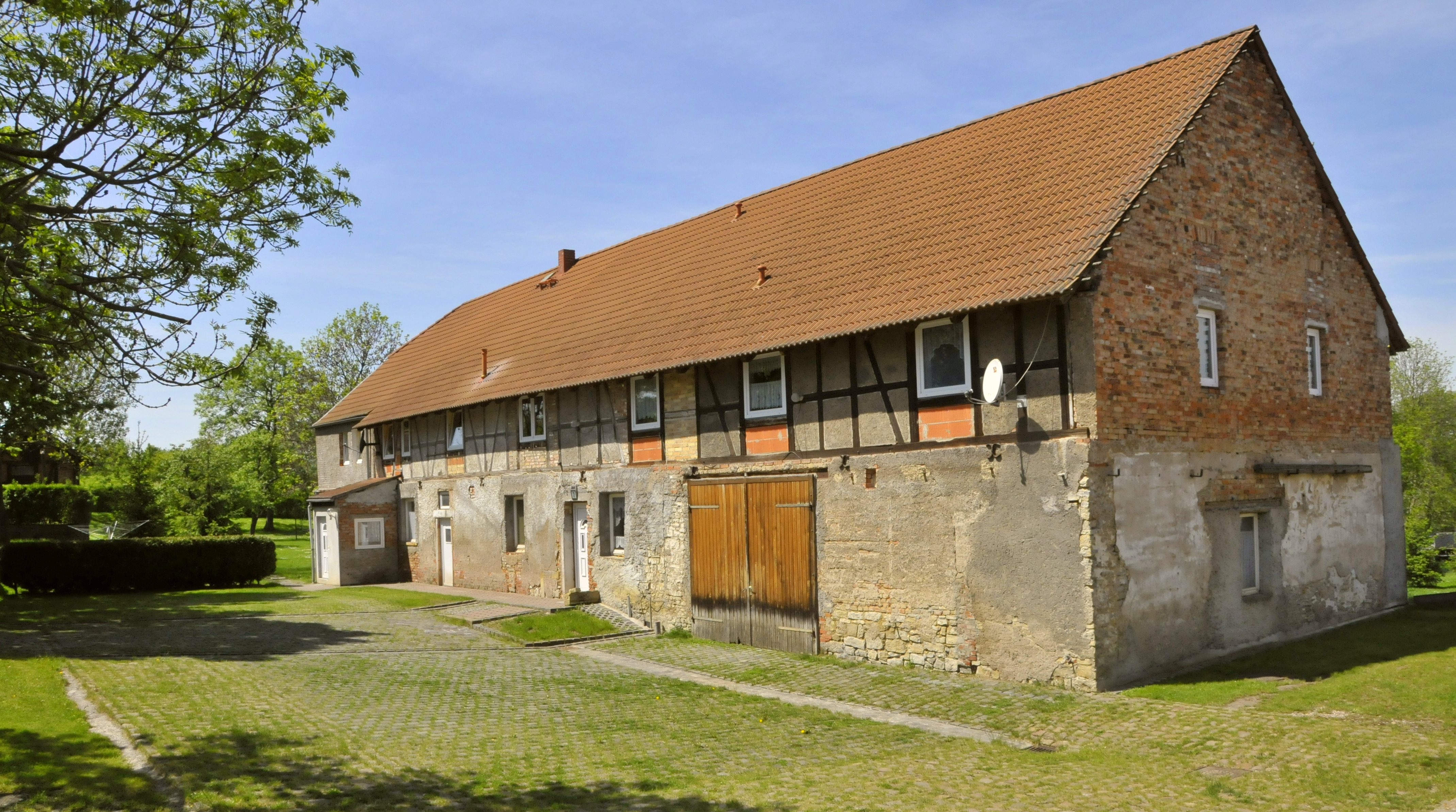
Wohnhaus in Schaderode

Schaderode ist ein reiner Wohnort ohne eigenes Gewerbe. Von Schaderode führen Verbindungsstraßen nach Alach im Süden und Töttelstädt im Westen. Der Weg nach Töttelstädt ist ein reiner Wirtschaftsweg und keine öffentliche Straße. Somit ist Schaderode ein „Sackgassendorf“. Direkt südlich des Ortes verläuft die Bundesautobahn 71, auf die in diesem Bereich jedoch keine Auffahrt besteht. Die nächsten Anschlussstellen sind Erfurt-Bindersleben und Erfurt-Gispersleben.